# تلفيف مستقيم
يسمى الجزء من الفص الجبهي السفلي المتاخم مباشرة للشق الطولاني (والأنسي إلى التلفيف الحجاجي الأنسي و السبيل الشمي ) بـ التلفيف المستقيم (باللاتينية gyrus rectus) وهو مستمر مع التلفيف الجبهي العلوي على الوجه الأنسي
لم يتم اكتشاف وظيفة محددة للتلفيف المستقيم حتى الآن ؛ رغم ذلك، ففي الذكور تم الربط بقوة بين النشاط الزائد للتلفيف المستقيم داخل القشرة الجبهية الحجاجية الأنسية أثناء مراقبة صورٍ جنسية و الإبردة ( اضطراب الرغبة الجنسية قاصر النشاط ).

## صور إضافية

الرسوم المتحركة. مباشرة التلفيف هو مبين باللون الأحمر.
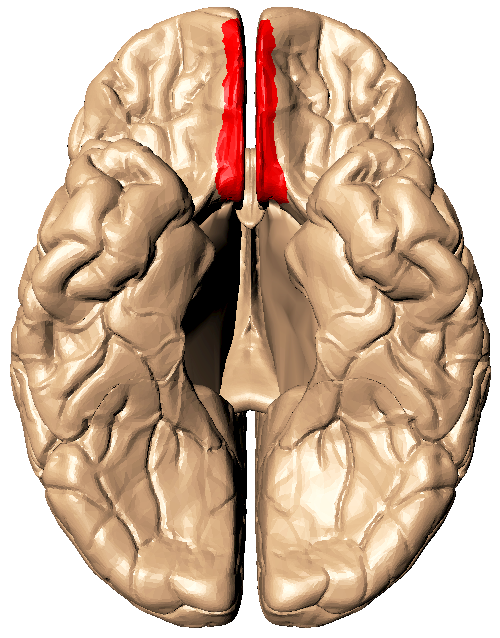
القاعدية سطح المخ. مباشرة التلفيف هو مبين في الحمراء.
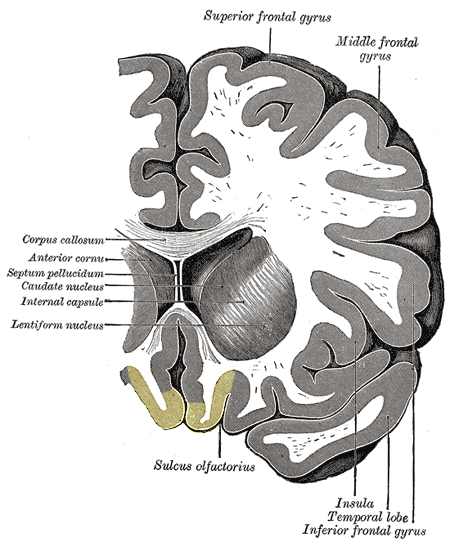
الاكليل الجزء من الدماغ البشري. مباشرة التلفيف يصور الأصفر في مركز القاع.
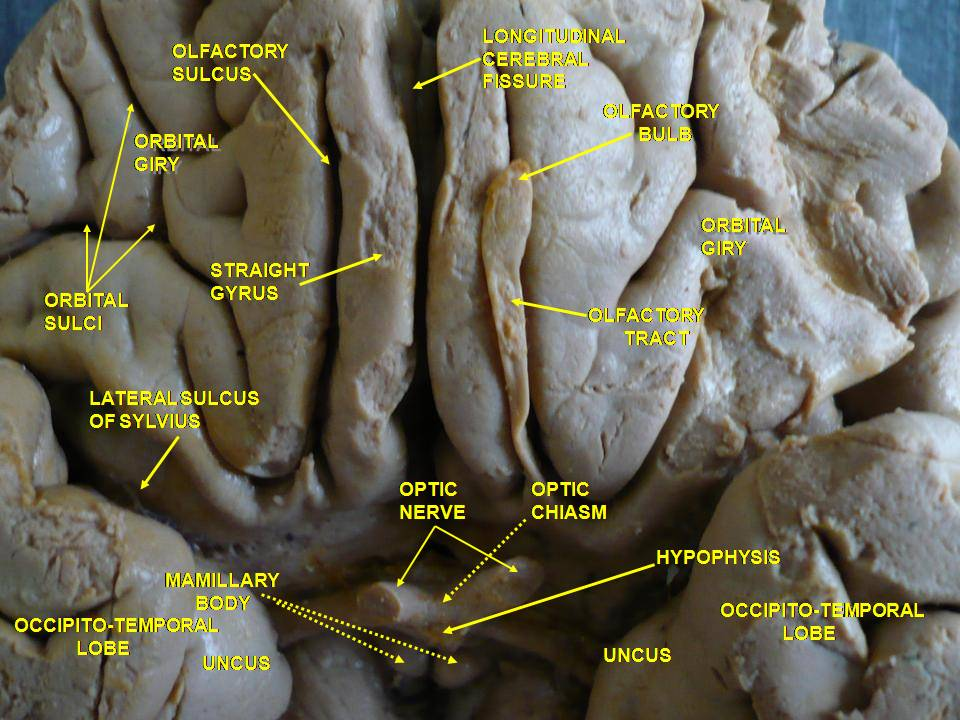
المخ. البصرية و الأعصاب الشمية.أدنى نظر. عميق تشريح.
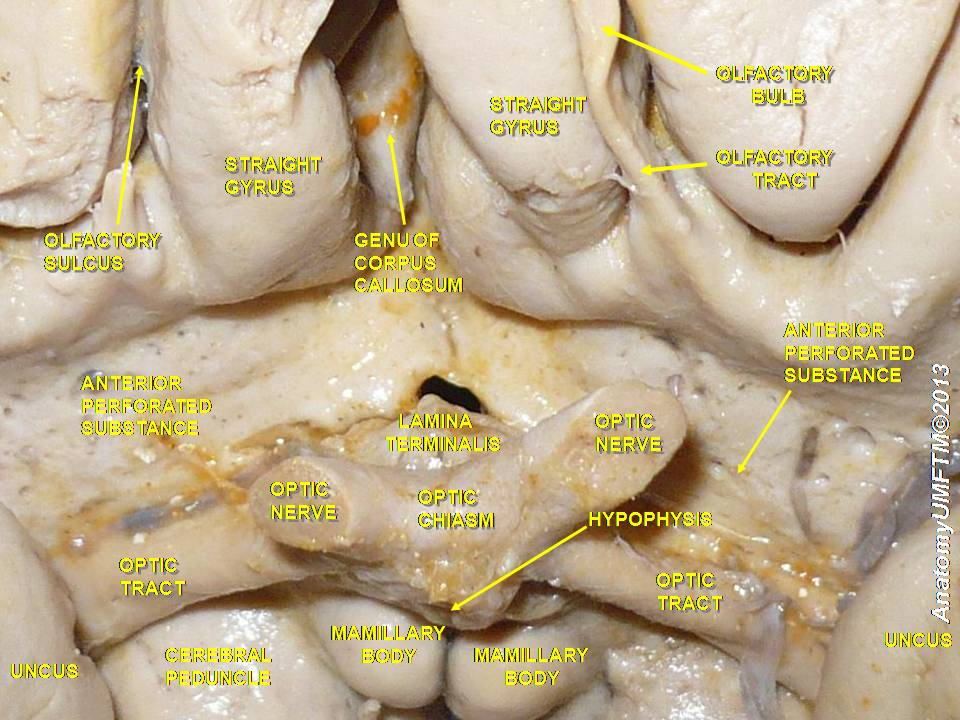
المخ. أدنى نظر.تشريح عميق
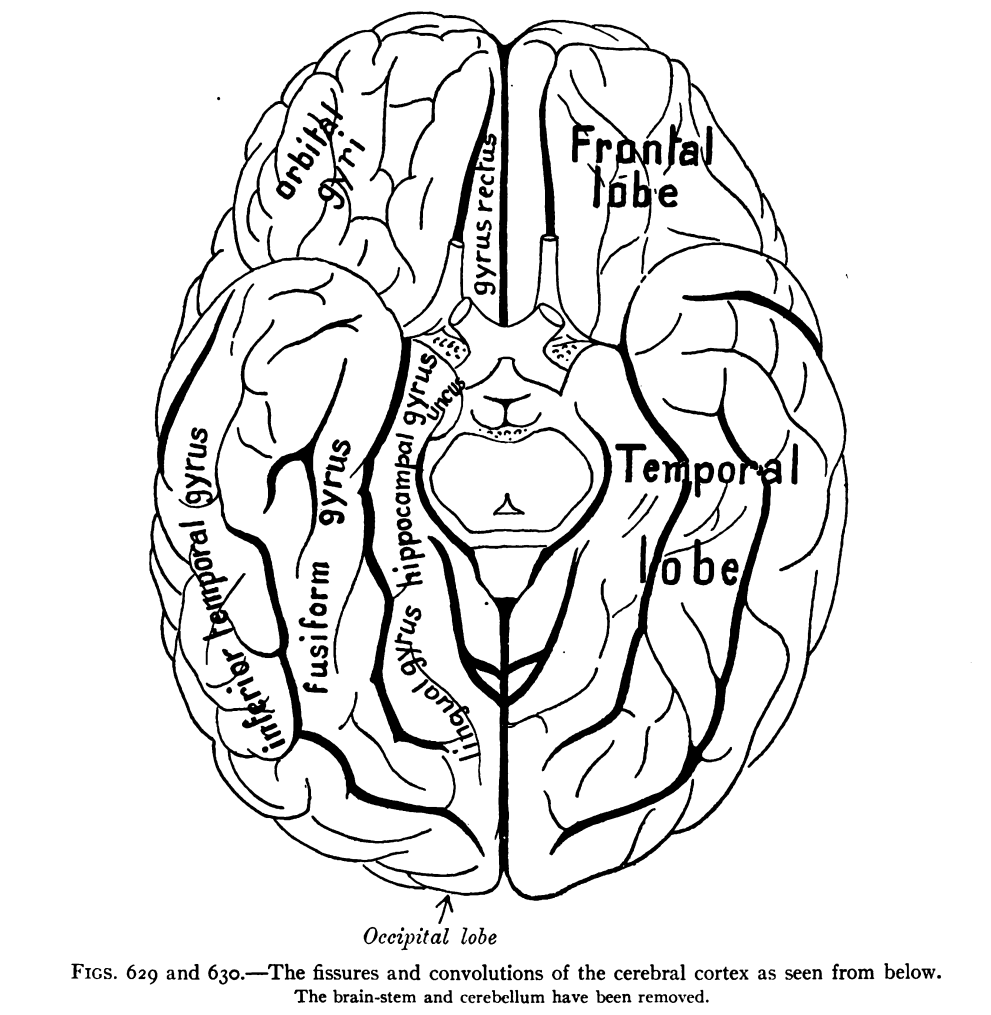
التلفيف المستقيمة ينظر الأمامية في المركز.
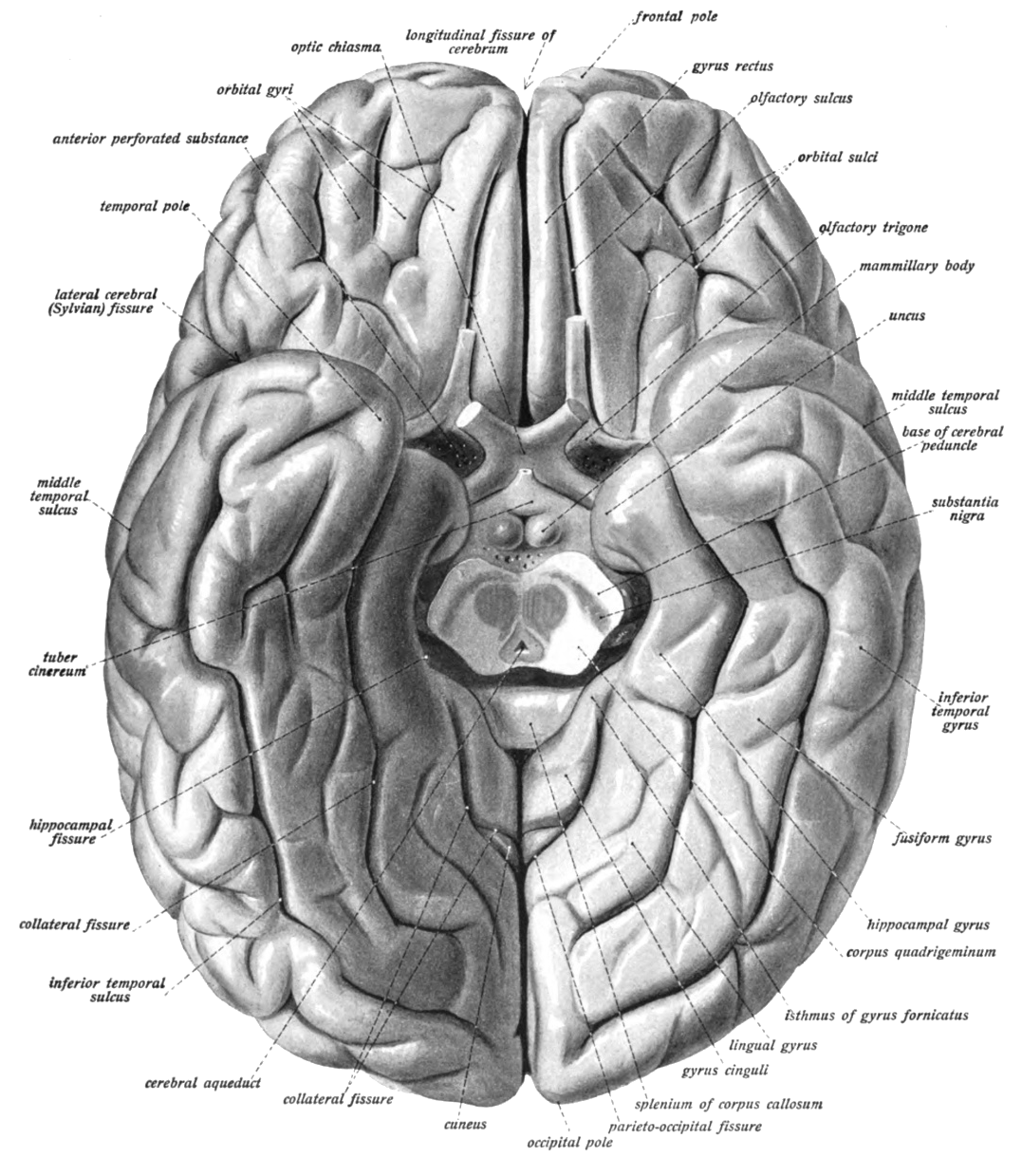
التلفيف المستقيمة ينظر الأمامية في المركز.

## وصلات خارجية
- أطلس تشريح جامعة ميشيغان n1a2p12
- أطلس تشريح جامعة ميشيغان n1a2p13
- http://www.gesundheit.de/roche/pics/s13048.000-3.html
- NIF البحث - التلفيف المستقيمة نسخة محفوظة 12 مايو 2014 على موقع واي باك مشين. عن طريق الأعصاب إطار المعلومات